# Palazzo dei Congressi (Firenze)
Il palazzo dei Congressi è un edificio di Firenze situato in prossimità della stazione di Santa Maria Novella. Nato come Villino Strozzi per iniziativa della famiglia Strozzi 'di Mantova', la villa è nota anche come villa Vittoria quando subentrò nella proprietà Alessandro Contini Bonacossi nel 1931. Fu acquistata nel 1964 dall'azienda autonoma di turismo fiorentina e destinata all'uso attuale tramite ampliamenti a cura di Enzo Vannucci e Pierluigi Spadolini.

## Storia

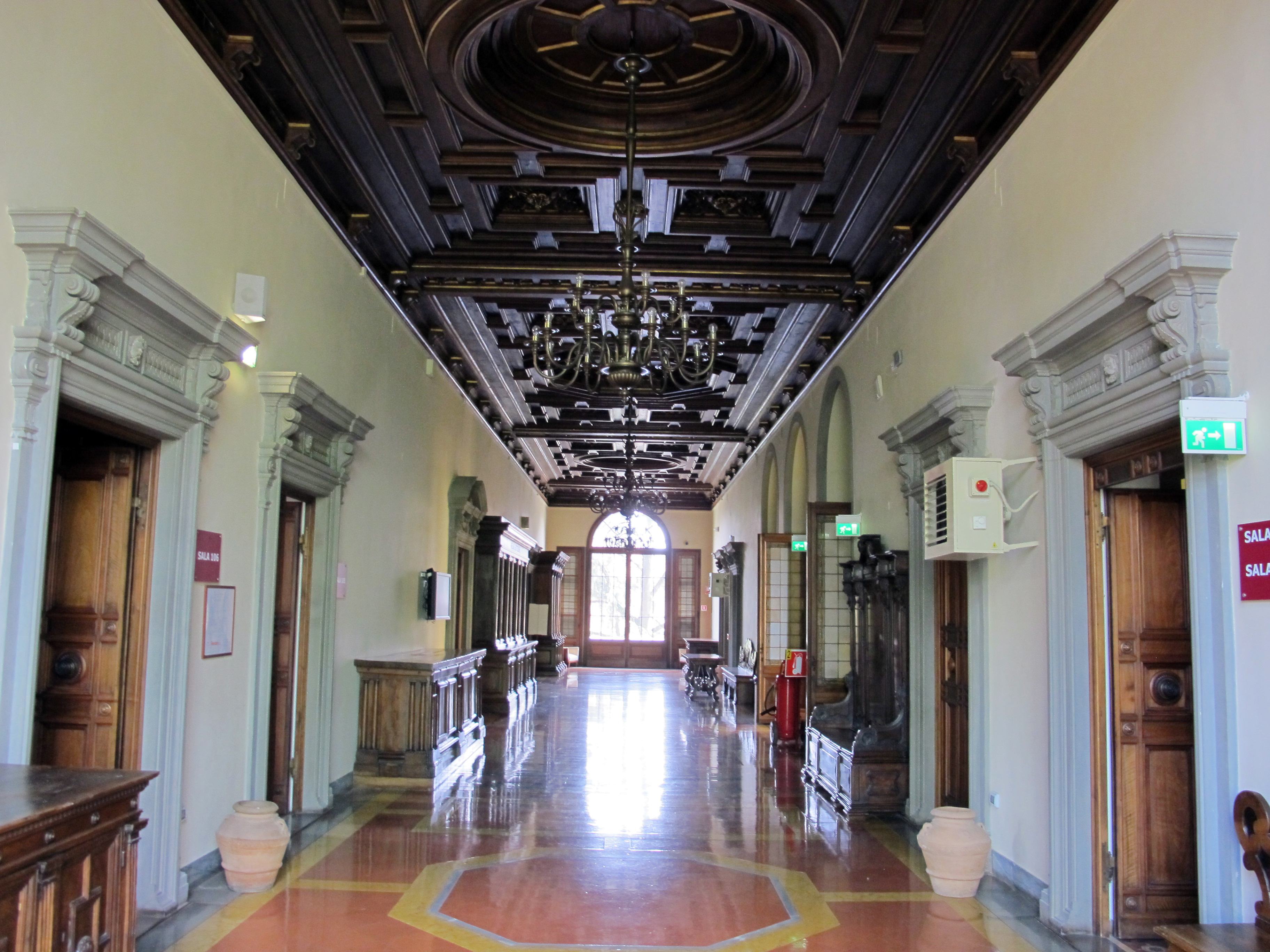
Interno

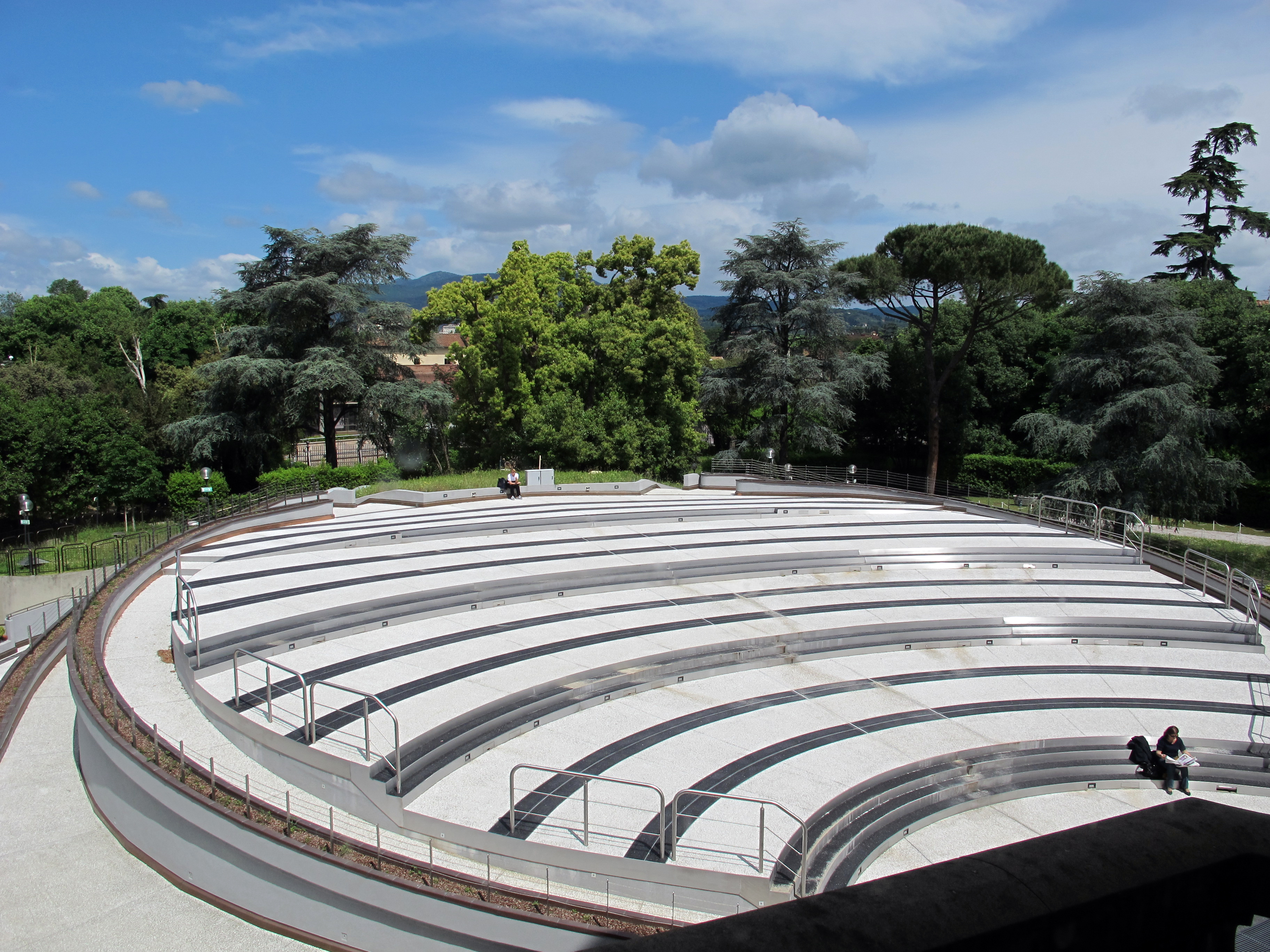
L'Anfiteatro

In questo luogo esisteva il monastero di Sant'Antonio di Vienne, eretto a partire dal 1333 e che apparteneva ai cosiddetti frati del fuoco. Questi frati avevano come simbolo un Tau, rappresentato nello stemma dell'ordine con cui erano contrassegnate le abitazioni ad esso appartenenti. Dopo la sua soppressione nel 1775, il cenobio con le sue proprietà venne lottizzato e venduto. 
Al suo posto, nel terreno già appartenente agli Strozzi 'di Mantova' che possedevano a Firenze, in Piazza Duomo, anche il Palazzo Strozzi di Mantova, venne costruita a partire dal 1869 il Villino Strozzi che fu la residenza del marchese Carlo Teodoro Strozzi e di sua moglie baronessa Georgiana Strickland of Boynton e in seguito del figlio marchese Pio Luigi Strozzi e consorte contessa Rita Frenfanelli Cybo. La villa reca ancora nelle decorazioni parietali, nelle vetrate e nelle porte, gli stemmi e i motti delle famiglie che l'abitarono. Qui nacque nel 1923 l'ultima discendente degli Strozzi 'di Mantova', Lavinia Strozzi (sposata in Felice Sassoli de'Bianchi) e venne fatta ristrutturare dagli Strozzi nel 1925 per opera dell'architetto Giovanni Michelucci, successivamente impegnato nella costruzione dell'adiacente Stazione di Santa Maria Novella. La villa venne acquistata nel 1931 dal mercante d'arte conte Alessandro Contini Bonacossi che la rinominò villa Vittoria in onore della moglie Vittoria Contini Bonacossi. Nella Villa installarono la loro magnifica collezione e ulteriori adattamenti degli interni vennero effettuati a opera di Gio Ponti. La coppia aveva un'altra villa sul lungarno Vespucci.
A villa Vittoria era installata la collezione d'arte antica al piano terreno e al primo piano, comprendendo alcuni sommi capolavori, quale la Pala della Madonna della Neve del Sassetta, anticamente nel duomo di Siena, una pala del Bramantino già nella collezione Trivulzio a Milano (Madonna col Bambino e otto santi), un trittico di Ugolino di Nerio e numerosissimi dipinti dal Due al Settecento (Agnolo Gaddi, Carlo Crivelli, Giuseppe Maria Crespi, Giovanni Paolo Panini, ecc.). Pochi e sceltissimi erano i pezzi di scultura, tra i quali spiccava il Martirio di san Lorenzo, marmo del Bernini, mentre cospicuo era il numero di rari mobili rinascimentali, maioliche, vetri e arazzi. Allestita secondo i criteri museografici teorizzati da Wilhelm von Bode, la raccolta era frutto delle doti non comuni di conoscitore d'arte, unite a un senso pressoché infallibile nel riconoscere la qualità, pur non avendo alcuna preparazione accademica. Il secondo piano ospitava invece l'abitazione di famiglia, con mobili disegnati da Giò Ponti, dipinti di Ottone Rosai, Primo Conti, Filippo de Pisis, Mario Sironi, Arturo Tosi, Carlo Carrà, Alberto Martini, Marino Marini, Giorgio Morandi, Giovanni Michelucci. Vi era ospitata inoltre una fototeca.
Gli eredi non mantennero le volontà dei coniugi di donare la collezione allo stato o comunque mantenerla integra. Dal 1969 una selezione di opere finiva agli Uffizi, mentre la maggior parte dei lavori veniva venduta. Villa Vittoria era stata alienata nel 1965 e la collezione nel frattempo trasferita.
Il complesso venne valorizzato con la creazione del centro congressi dal 1965 al 1974. In quell'occasione vennero costruiti il palazzo dei Congressi e il Palazzo degli Affari, al bordo del parco, ad opera di Pierluigi Spadolini e P. Felli tra gli altri.
Venne creato un grande complesso fieristico-congressuale, gestito da un unico referente dall'inizio degli anni '90 (il Florence Convention Bureau), che comprende anche la Fortezza da Basso e che è stato ulteriormente amalgamato con la creazione del piazzale Bambine e Bambini di Beslan.
Oggi è usato come sede dei Colloqui fiorentini.